# Nebettaui
Nebettaui („A Két Föld úrnője”) ókori egyiptomi hercegnő és királyné, II. Ramszesz ötödik lánya és később nagy királyi hitvese.
Nebettauinak szobra áll a nagyobbik Abu Szimbel-i templomban, de a kisebbikben, ami Nofertari királynénak épült, nem ábrázolják, így nem valószínű, hogy ő volt az anyja. A nagyobbik templomban szobra dél felől a második Ramszesz-kolosszus jobb lábánál áll, királynéi viseletben, kettős tollkoronával. A kolosszus bal lábánál Bintanath hercegnő szobra áll, elöl pedig Iszetnofret hercegnőé. 
Bintanath és Meritamon után ő lehetett a harmadik lány, akit Ramszesz feleségül vett uralkodása vége felé, talán Meritamon halála után, aki anyja, Nofertari helyét vette át.
A Királynék völgye 60. számú sírban temették el. A sírt még az ókorban kirabolták, később keresztény kápolnának használták. A sír egyik jelenetében Nebettaui érdekes fejdíszt visel: keselyűkoronát ureusszal, rajta kördiadémmal, melyből virágok emelkednek ki. Ez a fejdísz Nebettauién kívül csak két ramesszida kori királyné, a QV51-be temetett Iszet és a QV52-be temetett Titi fején látható, egy korábbi változata pedig a XVIII. dinasztiabeli Szitamon hercegnő-királyné egyik ábrázolásán, ami arra utalhat, olyanokat illetett meg, akik hercegnőnek születtek és később királyné lett belőlük.
Címei: Nagy királyi hitves (ḥmt-nỉswt wr.t), Alsó- és Felső-Egyiptom asszonya (ḥnwt-šmˁw-mḥw), A Két Föld úrnője (nb.t-t3.wỉ), A király lánya (z3.t-nỉswt), A király szeretett, vér szerinti lánya (z3.t-nỉswt-n.t-ẖt=f mrỉỉ.t=f)

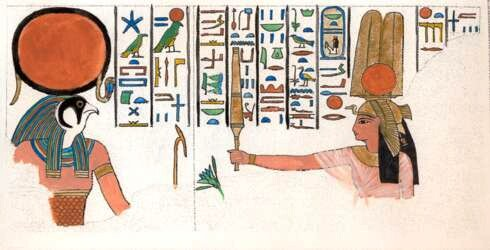
Nebettaui Hórusz előtt. Jelenet a sírból

## Külső hivatkozások
- Queen Nebettawy